# Bistum Port-Bergé
Das Bistum Port-Bergé (lat.: Dioecesis Portus Bergensis) ist eine in Madagaskar gelegene römisch-katholische Diözese mit Sitz in Port-Bergé.

## Geschichte
Das Bistum Port-Bergé wurde am 13. Oktober 1993 durch Papst Johannes Paul II. mit der Apostolischen Konstitution Venerabiles Fratres aus Gebietsabtretungen des Bistums Mahajanga errichtet und dem Erzbistum Antsiranana als Suffraganbistum unterstellt.

## Ordinarien
- Armand Toasy (1993–2013)
- Georges Varkey Puthiyakulangara MEP (seit 2013)